# McCormick (azienda)
McCormick è un marchio di macchine agricole, nato negli Stati Uniti nel 1847. Nel 1984 il marchio fu acquistato dalla Case IH con l'obiettivo di ampliare la propria rete vendita.
Dal 2001 McCormick è di proprietà del gruppo italiano Argo Tractors. La gamma contempla trattori dalle svariate potenze, sia gommati che cingolati.
Dal 2007 per le vendite internazionali, l'assistenza e le attività di marketing si sono trasferite dalla fabbrica italiana e ad un distributore in Gran Bretagna.
Il marchio viene spesso confuso con la McCormick & Company, un'azienda alimentare americana che produce, commercializza e distribuisce spezie, miscele di condimenti, condimenti e altri prodotti aromatizzanti a punti vendita al dettaglio, produttori di alimenti e aziende di servizi di ristorazione.

## Storia

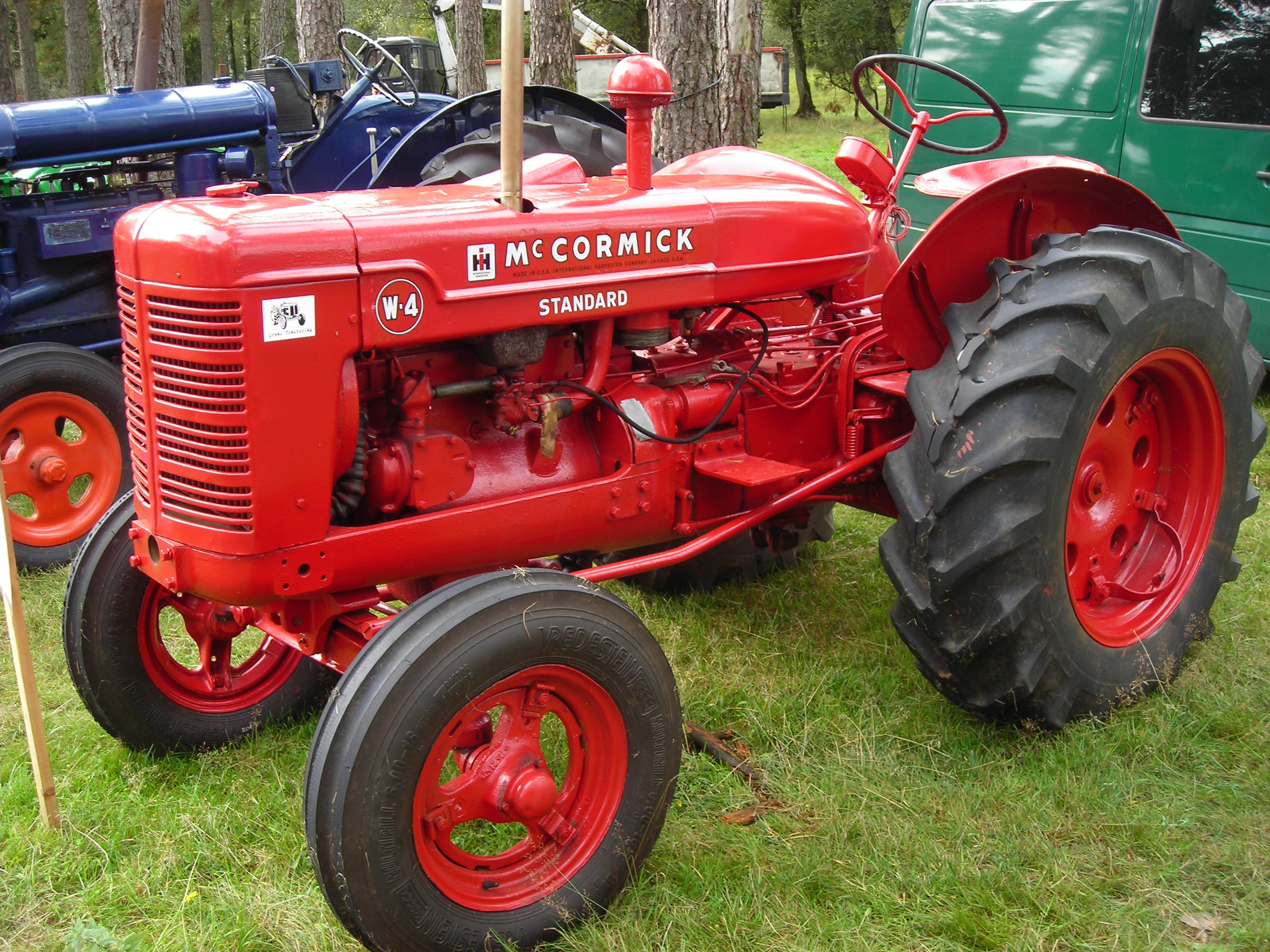
McCormick IH W4

Cyrus Hall McCormick dalla Virginia grazie al finanziamento ricevuto dal sindaco di Chicago,  William Ogden di 25 000 dollari riuscì a fondare nel 1847 la società McCormick, Ogden & CO. Inizialmente la società produceva solo macchine per tagliare il frumento, e prevedeva per facilitarne gli acquisti un pagamento dilazionato nel tempo che in caso di scarso raccolto o calamità era maggiore.
Il tipico colore vermiglio dell'azienda venne utilizzato dal 1866. La società deteneva un primato per quanto riguarda la produzione giornaliera dei macchinari, 130 falciatrici al giorno che diventarono 250 nel 1871. McCormick aprì il suo mercato all'estero  da Parigi a Melbourne arrivando ad esportare in quegli anni circa 50 000 macchine l'anno in tutti i paesi del mondo.

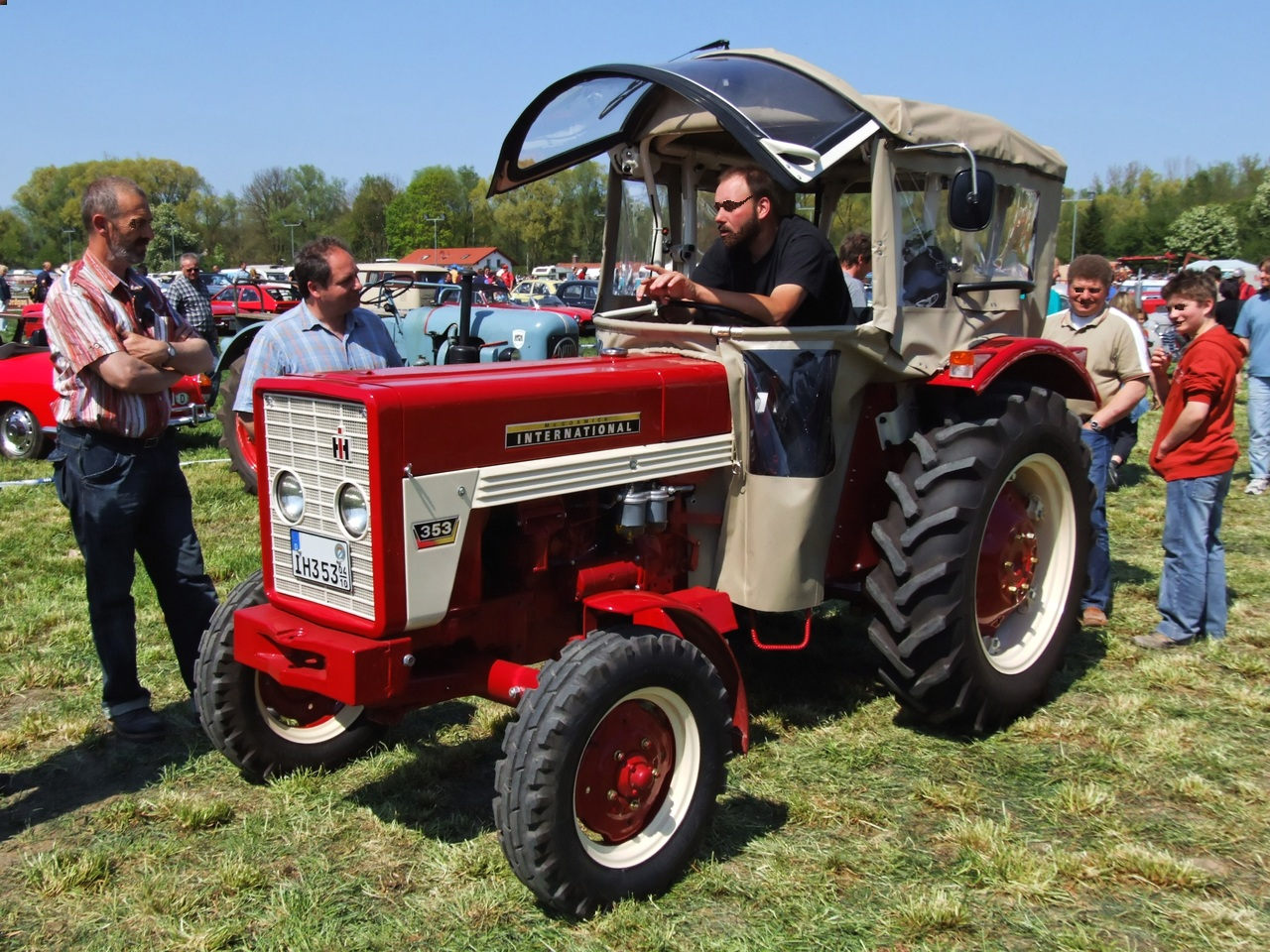
International 353

Cyrus Hall McCormick morì nel 1884 e nel 1902 la McCormick, Ogden & CO., cambia nome semplificandolo in McCormick e unendosi alla statunitense Deering viene a crearsi la International Harvester Company, la IHC.  Il primo trattore è prodotto nel 1910, il Mogul 8-16 (1910-1915) seguito dal Titan 10-20. Si aprirono fabbriche in vari paesi fra cui Canada, Svezia, Germania, Francia e Gran Bretagna, nel 1923 si produssero i McCormick-Deering 10-20.
Fino al 1953 lo stesso veicolo poteva chiamarsi McCormick, Deering, Farmall o International. Dall'anno seguente, per evitare tale confusione, il gruppo decise di restare sul mercato col solo marchio International mentre per alcuni anni in Europa era presente ancora il logo McCormick.
Nel 1972 l'International Harvester Company venne acquistata dalla David Brown Ltd. facente parte all'epoca della Case Corporation diventando Case International Harvester. Dal 1984 il marchio McCormick presente sulle fiancate dei trattori venne sostituito prima da Case International ed in seguito da Case IH.
La McCormick tornò con la denominazione McCormick Tractors International Ltd. nel 2000 quando venne acquistata dall'italiana Landini del gruppo Argo insieme allo stabilimento di Doncaster. Nel 2001 il gruppo Argo acquista lo stabilimento di St. Dizier che diventa la sede della McCormick France.
Nel 2002 dalle linee di Doncaster escono i modelli MC115, MTX da 110 a 185 CV, Power6 e MTX 200.
Nel 2005 vengono lanciate le versioni Diamond Edition dei modelli in produzione presso lo stabilimento di Doncaster che conducono alla chiusura dello stesso nel 2007. In un'ottica di riaccentramento della produzione nel 2010 viene dismesso anche lo stabilimento francese di St. Dizier, specializzato in trasmissioni Powershift.
Nel 2013 debutta a Parigi la Serie X7, progettata interamente da Argo Tractors con cambio ZF; nell'autunno dello stesso anno arrivano anche le versioni con trasmissione continua. 
Nel 2015 all'Agritechnica debutta la gamma alta X8 VT-Drive da 310hp e parte il progetto Xtractor, un docu-reality che vede i trattori impegnati a viaggiare per oltre 8000 chilometri in Australia.
Nel 2017 apre una nuova filiale in Spagna mentre l'anno successivo il modello X6.4 VT-Drive con cambio a variazione continua, vince il premio Tractor of the Year per la categoria Best Utility 2018.

## Modelli prodotti

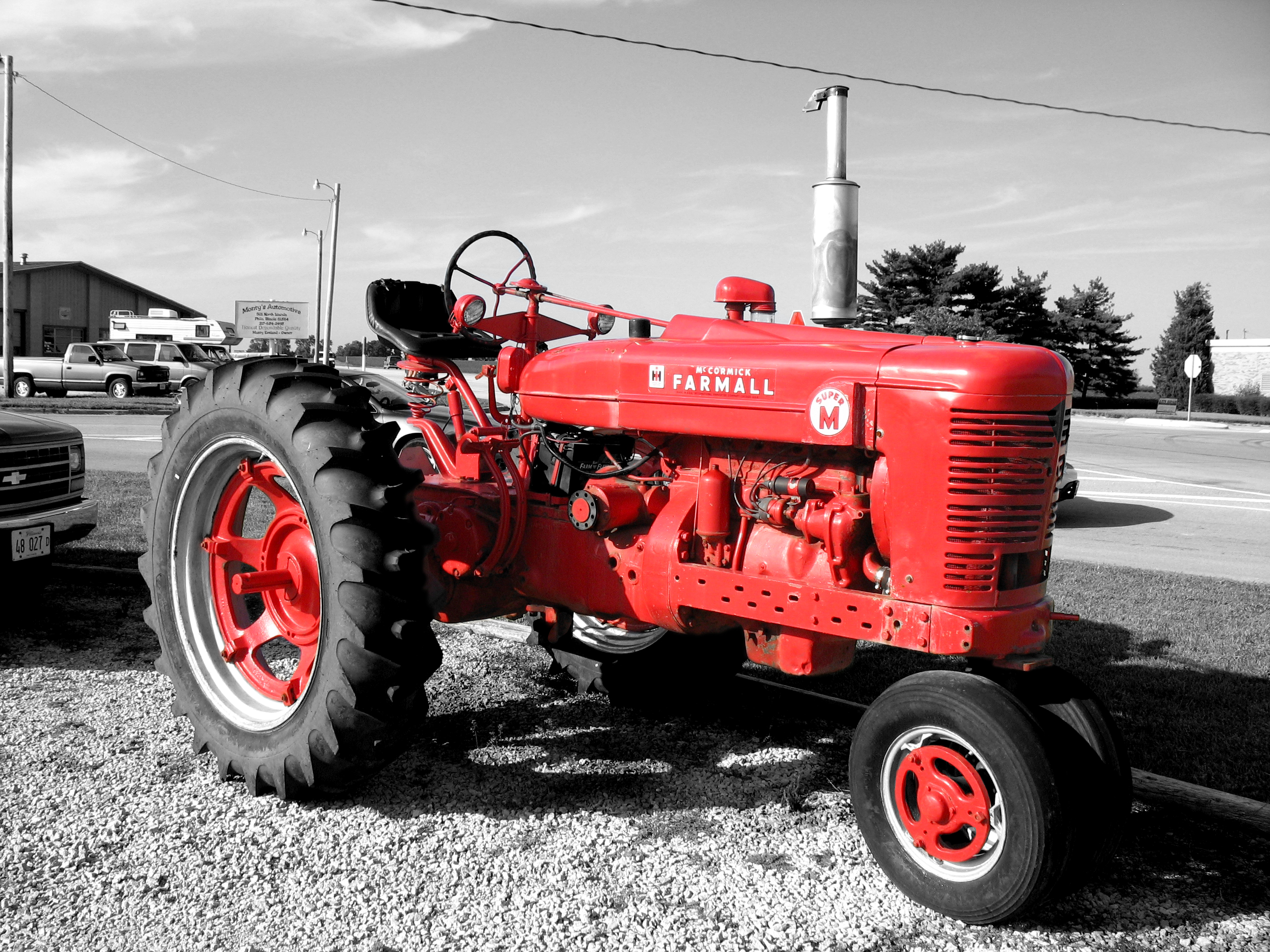
Farmall Super M

- McCormick-Deering Titan 10-20 (1910)
- McCormick-Deering Mogul 8-16 (1916)
- Farmall Regular (1924)
- Farmall F12 (1932)
- Farmall F20 (1932)
- Farmall W12 (1934)
- Farmall F14 (1938)
- Farmall F12 FG (1938)
- McCormick-Deering WD40 (1938)
- McCormick WD9 (1941)
- Farmall Cub, McCormick BWD6 (1947)
- McCormick BM (1947)
- McCormick-Farmall Modello M (1949)
- McCormick B450, McCormick Super WD9, Farmall Super BMD (1951-52)
- McCormick Serie D: D215, D322, D432, D439 e D514 (1962)
- International Harvester 353, 423, 439, 624 (1966-67)
- International harvester 433, 453 e il più potente 824 (1971-75)
- International Hydro 100, International Harvester 1046, International Harvester 644 (1977)

Dal 1978 i trattori McCormick sono gli stessi di Case International fino al 2000.

## Gamma 2011

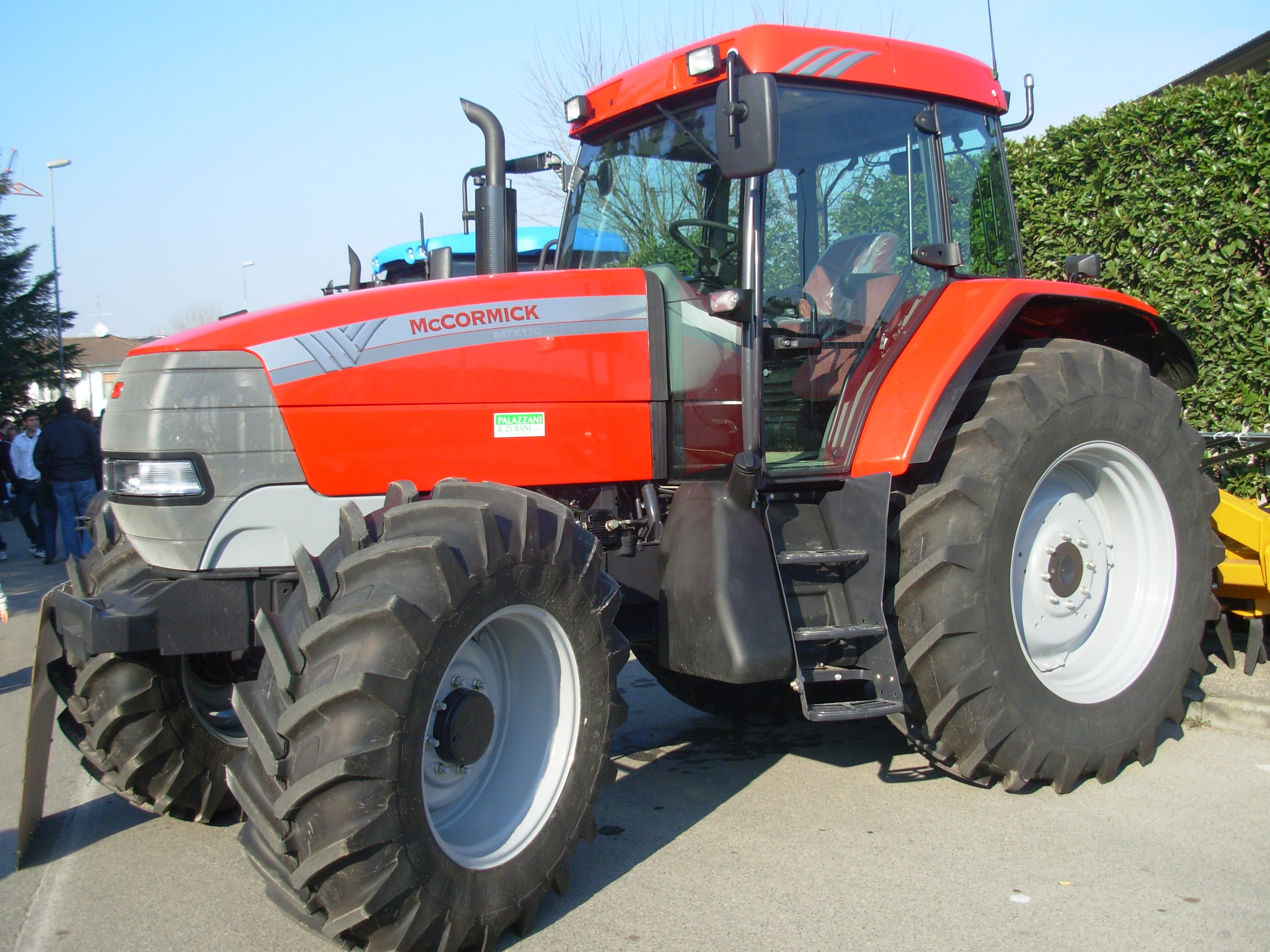
McCormick MTX120

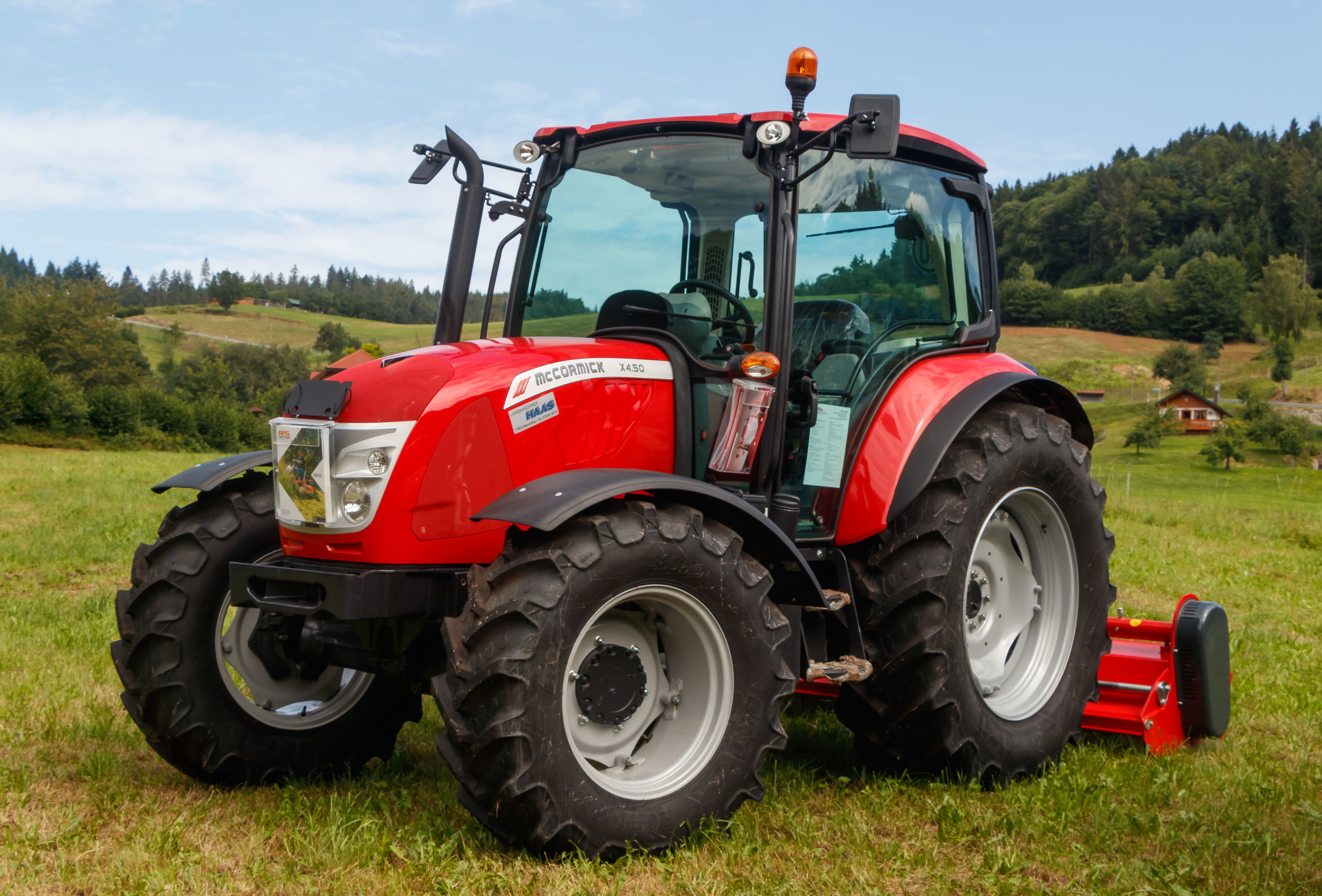
McCormick X4.50 T4i

C'è un rinnovo dal Sima di Parigi 2011 con la nuova denominazione delle macchina che parte con la sigla X e con il numero che indica la gamma (es X10,X20....X70)
- X10 (22-91cv) (In collaborazione con la coreana Daedong)
- GM (35,5-54,2cv)
- C-L (68-74cv)
- CX-L (69,5-81,2cv)
- C MAX (74-102CV)
- T MAX (74-110,2cv)
- CX  (83-102CV)
- X 60 (92,5-112cv)
- MC (102-126cv)
- MTX (117-141cv)
- XTX (145-171cv)
- TTX (180-213cv)
- X70 (145-213cv) Sostituisce le gamme di TTX, XTX utilizzando SCR ad iniezione di Urea per superare lo stage 3B.
- F (68-110,2cv)
- V/F-N (83cv) frutteto e vigneto stretto
- T STD (83-98,6cv)
- T F/M (74-98,6cv)